# Festung Magdeburg

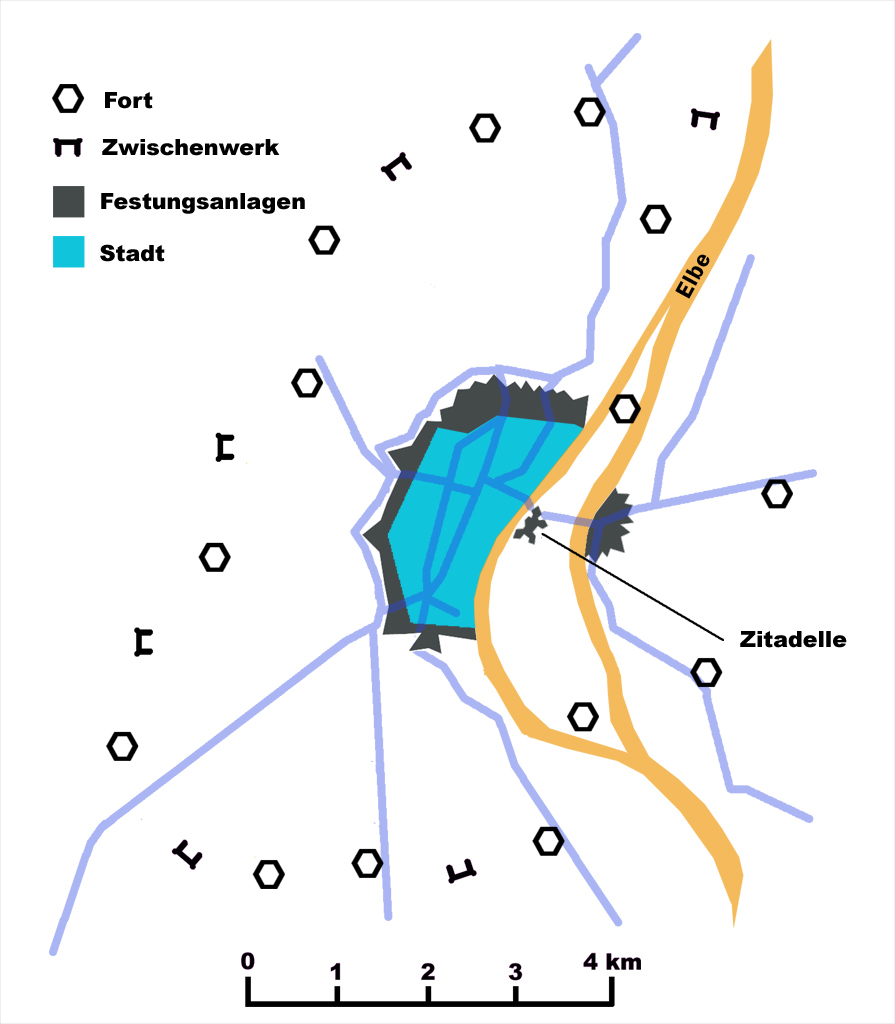
Fortgürtel um Magdeburg

Die Festung Magdeburg gehörte vom Anfang des 18. Jahrhunderts bis 1912 zu den stärksten Festungen Preußens. In den Jahren 1807–1814 gehörte sie zum kurzlebigen Königreich Westphalen, einem Satellitenstaat Napoleons.

## Geschichte

### Entwicklung bis zum Dreißigjährigen Krieg
Die ersten Befestigungsanlagen Magdeburgs lassen sich für das 13. Jahrhundert nachweisen. Die Stadtmauern verliefen damals um den Bereich der heutigen nördlichen Altstadt zwischen Krökentor und heutiger Otto-von-Guericke-Straße, dort unter anderem der Türkenturm, sowie unmittelbar südlich des Domes. Dort befand sich unter anderem der Fronereiturm. Überreste sind im Bereich Wallonerkirche – Tränsberg erhalten. Durch die Entwicklung von Feuerwaffen konnten die bisherigen Festungsanlagen feindlichen Angriffen nicht mehr standhalten. In Magdeburg fanden deshalb zwischen 1450 und 1550 umfangreiche Um- und Erweiterungsarbeiten an der Stadtbefestigung statt. Dazu gehörten unter anderem der Neubau von Mauerabschnitten sowie die Errichtung einer zweiten Stadtmauer und eines neuen Grabens, die erstmalige Befestigung der Elbfront und der Bau neuer Stadttore mit Geschütztürmen. Außerdem wurden die Festungsanlagen auch auf das östliche Elbufer ausgedehnt. Die so verstärkte Befestigungsanlage bewährte sich bei der vergeblichen Belagerung 1550/51 anlässlich der Vollstreckung der Reichsacht im Zusammenhang mit der Einführung der lutherischen Reformation. Auch der Belagerung von 1629 während des Dreißigjährigen Krieges hielt die Magdeburger Festung stand. Im weiteren Verlauf des Krieges wurde die Befestigung unter der Leitung des schwedischen Oberst Dietrich von Falkenberg von 40 auf bis zu 150 Meter Tiefe ausgebaut. Vor den Toren wurden Schanzen und Hornwerke errichtet. Da jedoch der Ausbau der Südfront vernachlässigt wurde, gelang es 1631 den kaiserlichen Truppen an dieser Stelle die Stadt einzunehmen. Die Festungsanlagen wurden auf Befehl des Generals Pappenheim geschleift.

### Preußens stärkste Festung
Bis zum Ende des Krieges wurden die Geschicke Magdeburgs vom Erzstift Magdeburg geleitet, anschließend kam die Stadt unter die Herrschaft Brandenburg-Preußens. Kurfürst Friedrich Wilhelm gab 1666 den Befehl zur Instandsetzung der Festungsanlagen. Begonnen wurde zunächst mit der Verstärkung der Elbfront, mit der die Bastion Cleve entstand. Vor dem Stadtgraben wurde eine Brustwehr errichtet, und auf der Elbinsel Werder wurde eine etwa 800 m² große Zitadelle Magdeburg erbaut. 1702 begann eine zweite Ausbauphase, die unter der Leitung des Magdeburger Gouverneurs Fürst Leopold I. von Anhalt-Dessau stand. Bis 1713 entstand ein Gürtel von elf Bastionen. In einem dritten Bauabschnitt unter den Festungsbaumeistern Hans Martin von Bosse und Gerhard Cornelius von Walrave entstanden weitere elf Bastionen sowie die Turmschanze und das Fort Berge. Um 1740 waren die Festungswerke der Nordfront 400 Meter, der Westfront 600 Meter und der Südfront zwischen 300 und 600 Meter tief gestaffelt. Die gesamte Verteidigungsanlage umfasste eine Fläche von 200 Hektar, denen 120 Hektar Stadtfläche gegenüberstanden.
Am 17. September 1730 wurde in der Festung Magdeburg Friedrich Wilhelm von Steuben, der die Kontinentalarmee im Amerikanischen Unabhängigkeitskrieg reorganisierte, als Sohn eines preußischen Ingenieurhauptmanns geboren.

### Festungsausbau im 19. Jahrhundert

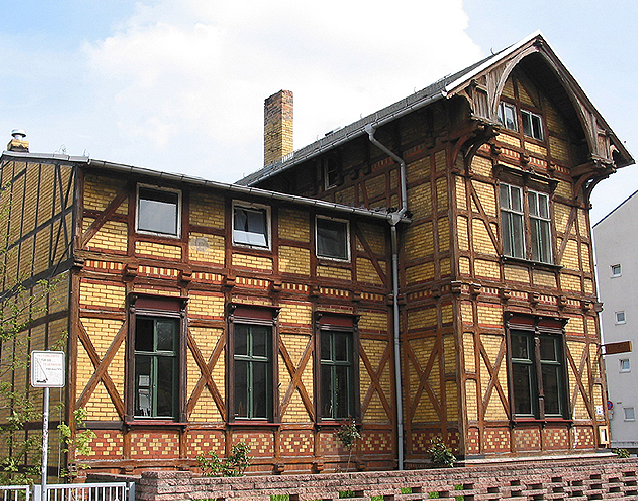
Rayonhaus in der Steinigstraße

Magdeburg galt 1806 als stärkste Festung Preußens, wurde im Vierten Koalitionskrieg vom 28. Oktober bis zum 8. November 1806 belagert, und nahezu kampflos von Franz Kasimir von Kleist an die napoleonischen Truppen übergeben. 1807 wurde Magdeburg in das französische Königreich Westphalen eingegliedert, und die Stadt wurde zu einem wichtigen Glied der französischen Elbverteidigungslinie. Wichtigste Maßnahme zum weiteren Ausbau der Festungsanlagen war die Erweiterung der Glacisanlagen, mit der die Verlegung der Vorstädte Neustadt und Sudenburg einherging. Deren bisheriges Gelände wurde als freies Schussfeld zum Rayon erklärt. Während der Befreiungskriege von 1813 bis 1814 hielt Magdeburg den Belagerungen durch die preußisch-russischen Truppen stand. Nach der Niederlage Napoleons zogen am 24. Mai 1814 wieder preußische Truppen in die Stadt ein. Mit der Einführung der Neupreußischen Festungsmanier erlebte die Festung Magdeburg einen neuerlichen Aus- und Umbau ihrer Verteidigungsanlagen. So wurden die Wallanlagen modernisiert, das Elbufer weiter befestigt, Festungstore neu errichtet oder umgebaut. Innerhalb der Festung entstanden zahlreiche militärische Gebäude wie Kasernen und Magazine. Die 1840 fertiggestellte Bahnstrecke Magdeburg–Leipzig und die Schaffung weiterer Bahnverbindungen brachten tiefgreifende Veränderungen im Verteidigungssystem Magdeburgs mit sich. Um die Bahnlinien in die Stadt hineinführen zu können, mussten neue Eisenbahntore errichtet werden, von denen 1840 das Alte Leipziger Tor als erstes fertiggestellt wurde. Bis 1873 entstanden im Festungsgürtel insgesamt acht Eisenbahntore. Mit der Einführung des „gezogenen Geschützrohres“ ergab sich erneut die Notwendigkeit des Ausbaus der Festungsanlagen. Zu diesem Zweck wurde ab 1866 ein Gürtel von 14 Forts gebaut, die in einer Entfernung von 1000 bis 3000 Metern zur Kernfestung angelegt wurden. Nachdem der Rayonbereich erweitert worden war, wurde ab 1890 der Fortgürtel durch den Bau von acht Zwischenwerken verstärkt.

### Rückbau der Festung
Nachdem bereits mit der kaiserlichen Kabinettsorder vom 8. Dezember 1886 der allgemeine Rückbau der Festungen in Deutschland beschlossen worden war, wurde mit der Kabinettsorder vom 23. Januar 1900 der Festungsstatus Magdeburgs aufgehoben und das Festungsgelände zum Verkauf freigegeben. Die Stadt nutzte die Aufgabe der Festungsanlagen zum Erwerb der meisten Flächen zur Erweiterung der Wohnbebauung und zur Verbesserung der Infrastruktur. Im Norden wurde der Anschluss an die 1886 eingemeindete Neustadt geschaffen, im Westen entstand die Wilhelmstadt und die Bebauung im Süden stellte die Verbindung zum 1887 eingemeindeten Buckau her. Bereits 1888 war mit dem Abriss der Stadttore begonnen. Die beiden größten Festungsanlagen Fort Stern und die Zitadelle wurden 1903 bzw. 1922 abgerissen. Lediglich von der Westfront blieben große Teile der Festungsbauten erhalten. Fünf Forts wurden restlos beseitigt, die übrigen wurden zunächst zur zivilen Nutzung umgebaut. Nach dem Zweiten Weltkrieg waren auch von diesen nur noch Reste vorhanden.

## Übersicht der Festungsbauwerke

### Nordfront
| Objekt                    | Bild | erbaut                 | Abriss, aktueller Zustand                                                   | Nr. in der Denkmalliste | Lage                                                                                          |
| ------------------------- | ---- | ---------------------- | --------------------------------------------------------------------------- | ----------------------- | --------------------------------------------------------------------------------------------- |
| Bastion Ferdinand         |      | um 1720                | um 1890 restloser Abriss                                                    |                         | Gareisstr. / Denhardtstr.                                                                     |
| Bastion Hessen            |      | 1688                   | um 1890 restloser Abriss                                                    |                         | Universitätsplatz / B1-Tunnel                                                                 |
| Bastion Mark              |      | um 1690                | um 1890 restloser Abriss                                                    |                         | 52° 8′ 15″ N, 11° 38′ 45″ O                                                                   |
| Bastion Lüneburg          |      | um 1720                | um 1890 restloser Abriss                                                    |                         | Denhardtstraße                                                                                |
| Bastion Hessen detachiert |      | zwischen 1717 und 1740 | Teile der Kasematten erhalten                                               | 094 18233               | 52° 8′ 24″ N, 11° 38′ 54″ O Hohepfortestraße, unmittelbar westlich der Universitätssporthalle |
| Bastion Preußen           |      | 1688                   | um 1890 restloser Abriss                                                    |                         | 52° 8′ 10″ N, 11° 39′ 3″ O                                                                    |
| Hohepfortetor             |      | nach 1230              | 1888 Abriss bis auf einen Torpfeiler, dieser in den Hohepfortepark versetzt | 5422                    | 52° 8′ 13″ N, 11° 38′ 52″ O                                                                   |
| Krökentor                 |      | nach 1230              | 1888 Totalabriss                                                            |                         | 52° 8′ 15″ N, 11° 38′ 15″ O                                                                   |
| Kaserne Mark              |      | 1863                   | Ostflügel abgerissen                                                        | 1730                    | 52° 8′ 15″ N, 11° 38′ 45″ O                                                                   |

### Westfront
| Objekt                                                                | Bild | erbaut      | Abriss, aktueller Zustand | Nr. in der Denkmalliste | Lage                                                  |
| --------------------------------------------------------------------- | ---- | ----------- | --- | ----------------------- | ----------------------------------------------------- |
| Bastion Anhalt                                                        |      | um 1690     | Totalabriss 1871/73 |                         | O.-v.- Guericke-Str. / Danzstr.                       |
| Bastion Braunschweig                                                  |      | um 1720     | Teilabriss um 1890; weitgehend in Parkanlage integriert; Strukturen weitgehend erhalten | 3440                    | 52° 8′ 24″ N, 11° 38′ 12″ O                           |
| Bastion Halberstadt                                                   |      | 1707        | Abriss um 1890, Reste noch vorhanden | 942                     | 52° 8′ 14″ N, 11° 38′ 9″ O                            |
| Bastion Magdeburg                                                     |      | 1706        | Totalabriss um 1871/73 |                         | Erzberger Str. / Virchowstr.                          |
| Bastion Minden                                                        |      | 1709        | |                         | E.-Reuter-Allee / Adelheidring                        |
| Bastion Pommern                                                       |      | 1709        | |                         | Maybachstraße                                         |
| Bastion Ravensberg                                                    |      | 1706        | |                         | Damaschkeplatz / Editharing                           |
| Bastion Stille                                                        |      | um 1715     | |                         |                                                       |
| Bastion Arnim                                                         |      | um 1715     | |                         |                                                       |
| Bastion Dönhoff                                                       |      | um 1715     | |                         |                                                       |
| Bastion Friedrich                                                     |      | um 1715     | Totalabriss um 1871/73 |                         |                                                       |
| Bastion Heinrich                                                      |      | um 1715     | Totalabriss um 1871/73 |                         |                                                       |
| Bastion Leopold                                                       |      | um 1715     | |                         |                                                       |
| Bastion Oranien                                                       |      | um 1715     | |                         |                                                       |
| Bastion Wilhelm                                                       |      | um 1715     | |                         |                                                       |
| Kavalier IV                                                           |      | 1871/73     | südlicher Teil nach 1900 gemeinsam mit dem Helmstedter Eisenbahntor abgerissen |                         | 52° 7′ 20″ N, 11° 37′ 18″ O                           |
| Kavalier V                                                            |      | 1871/73     | bis auf teilweise Zerstörungen 1971/73 gut erhalten, seit 2015 Erhalt und touristische Nutzung durch „Sanierungsverein Ravelin II“ | 4796                    | 52° 7′ 34″ N, 11° 37′ 14″ O                           |
| Ravelin II                                                            |      | 1871/73     | bis auf teilweise Zerstörungen 1971/73 gut erhalten, seit 2015 Erhalt und touristische Nutzung durch „Sanierungsverein Ravelin II“ |                         | 52° 7′ 35″ N, 11° 37′ 11″ O                           |
| Kavalier VI                                                           |      | 1871/74     | aufgelassen 1912, gut erhalten | 4797                    | 52° 7′ 47″ N, 11° 37′ 22″ O                           |
| Kavalier VII                                                          |      | 1871/73     | nördlicher Teil erhalten | 4817                    | 52° 8′ 2″ N, 11° 37′ 34″ O                            |
| Ravelin III                                                           |      | 1871/73     | abgerissen | 4817                    |                                                       |
| Kavalier VIII                                                         |      | 1871/73     | um 1900 Totalabriss |                         | 52° 8′ 9″ N, 11° 37′ 40″ O                            |
| Westlicher Festungsgraben mit Künette, Escarpe- und Contrescarpemauer |      |             | westlicher Festungsgraben mit Künette auf einer Länge von über 1250 Meter gut erhalten; Escarpe- und Contrescarpemauer über weite Strecken erhalten                                                                                     |                         | 52° 7′ 32″ N, 11° 37′ 12″ O                           |
| Glacis der westlichen Festungsabschnitte                              |      |             | Im westlichen Bereich sind erhebliche Teile des ehemaligen Glacis in Parkanlagen integriert. So ist der Glacis westlich des Ravelin II Teil des Glacis-Parks, der westlich des Ravelin III Teil einer kleinen Parkanlage am Editharing. |                         | 52° 7′ 35″ N, 11° 37′ 6″ O 52° 8′ 3″ N, 11° 37′ 26″ O |
| Berliner Eisenbahntor                                                 |      | 1870/73     | um 1890 Totalabriss |                         | 52° 8′ 10″ N, 11° 37′ 43″ O                           |
| Helmstedter Eisenbahntor                                              |      | 1870/73     | um 1890 abgetragen |                         | Südende der Maybachstraße                             |
| Ulrichstor (alt)                                                      |      | 12./13. Jh. | 1871/72 Totalabriss |                         | Westseite Ulrichsplatz                                |
| Ulrichstor (neu)                                                      |      | 1869/73     | 1896 Totalabriss |                         | 52° 7′ 56″ N, 11° 37′ 29″ O                           |

### Südfront
| Objekt                                         | Bild | erbaut                                               | Abriss, aktueller Zustand | Nr. in der Denkmalliste | Lage                                |
| ---------------------------------------------- | ---- | ---------------------------------------------------- | --- | ----------------------- | ----------------------------------- |
| Bastion Arnim                                  |      | um 1715                                              | Totalabriss 1871/72 |                         | Breiter Weg / Anhaltstr.            |
| Bastion Cleve                                  |      | 1709                                                 | … durch Grünanlage überbaut, 2010 freigelegt und rekonstruiert | 5049                    | 52° 7′ 24″ N, 11° 38′ 7″ O.         |
| Kavalier I (Kavalier Scharnhorst)              |      | 1871/73                                              | 1878 aufgelassen und zur Kaserne umgebaut, vorhandene Bebauung zu einem Reihenhaus umgebaut und zum 8. November 2023 zusammen mit der Kehlkaponiere aus dem Denkmalverzeichnis gelöscht. | 1433, 4780, 4779        | 52° 7′ 2″ N, 11° 38′ 2″ O           |
| Kriegsreservewasserwerk                        |      | 1883/85                                              | ab 1945 zum großenteil unter Kriegsschutt verschüttet, im August 2018 wurde die freiliegende Erdabdeckung vollständig unter Bauschutt verschüttet, am 6. Mai 2021 stimmte der Stadtrat der Beseitigung des Wasserwerks zugunsten einer Wohnbebauung zu, zum 8. November 2023 aus dem Denkmalverzeichnis gelöscht |                         | 52° 7′ 5″ N, 11° 38′ 4″ O           |
| Kavalier II (Fort Berge)                       |      | 1. Hälfte 18. Jh., Umbauten 1869 und 1871            | 1903 Totalabriss, Sterntor an anderem Standort wieder aufgebaut |                         | 52° 6′ 59″ N, 11° 37′ 44″ O         |
| Kavalier III                                   |      | 1871/73                                              | Abriss zwischen 1896 und 1933, Reste vorhanden | 4806                    | 52° 7′ 8″ N, 11° 37′ 23″ O          |
| Ravelin I                                      |      | 1871/73                                              | Abriss; von Bahnstrecke und Carl-Miller-Bad überbaut |                         | 52° 7′ 5″ N, 11° 37′ 21″ O          |
| Südlicher Festungsgraben mit Escarpemauermauer |      |                                                      | Die Escarpemauer südlich des Kavalier I ist teilweise erhalten geblieben. Sie war verschüttet worden und wurde auf eine Länge von etwa 90 Meter freigelegt. Zum 8. November 2023 aus dem Denkmalverzeichnis gelöscht.                                                                                            |                         | 52° 7′ 0″ N, 11° 38′ 1″ O           |
| Glacis der südlichen Festungsabschnitte        |      |                                                      | Teilweise in Parkanlagen erhalten. Der Glacis südwestlich des Ravelin I ist Teil eines kleinen Parks zwischen Hellestraße und Carl-Miller-Straße, der südlich des Kavalier I Teil des Klosterbergegartens. |                         | 52° 7′ 3″ N, 11° 37′ 17″ O          |
| Buckauer Tor                                   |      | 1870/73                                              | 1899 Totalabriss, Fläche vollständig überbaut |                         | 52° 7′ 2″ N, 11° 37′ 37″ O          |
| Buckauer Eisenbahntor                          |      | 1872/73                                              | nach 1890 abgerissen, Reste vorhanden | 4807                    | 52° 7′ 7″ N, 11° 37′ 28″ O          |
| Elbbahnhoftore                                 |      | 1870/73                                              | um 1900 weitgehend abgetragen | 4130                    | 52° 7′ 2″ N, 11° 37′ 56″ O          |
| Leipziger Tor (neu)                            |      | 1872/73                                              | 1890 abgetragen |                         | westlich der Straße am Buckauer Tor |
| Sudenburger Tor (alt)                          |      | Ursprung 12. Jahrhundert, Neubau 1546, erneuert 1773 | 1871/72 Abriss, 2010 Reste freigelegt |                         | 52° 7′ 31″ N, 11° 37′ 54″ O         |
| Sudenburger Tor (neu)                          |      | 1869/73                                              | Abriss 1896, Reste erhalten | 4801, 4802              | 52° 7′ 11″ N, 11° 37′ 21″ O         |

### Westliches Elbufer
| Objekt              | Bild | erbaut           | Abriss, aktueller Zustand                      | Nr. in der Denkmalliste         | Lage                         |
| ------------------- | ---- | ---------------- | ---------------------------------------------- | ------------------------------- | ---------------------------- |
| Alte Stadtmauer     |      | 1275, 1525, 1725 | weitgehend erhalten                            | 305, 3027, 854, 5539, 301, 2866 | westlich Dom bis Lukasklause |
| Kiek in de Köken    |      | 1431             | erhalten                                       | 304                             | 52° 7′ 29″ N, 11° 38′ 13″ O  |
| Lukasklause         |      | 13. Jh.          | erhalten, Nutzung als Otto-von-Guericke-Museum | 5423                            | 52° 8′ 10″ N, 11° 39′ 3″ O   |
| Leipziger Tor (alt) |      | 1839/40          | bis auf wenige Reste abgerissen                | 3024                            | 52° 7′ 24″ N, 11° 38′ 11″ O  |
| Brücktor (alt)      |      | 15. Jh.          | nach 1945 Totalabriss                          |                                 | 52° 7′ 45″ N, 11° 38′ 28″ O  |
| Brücktor (neu)      |      | 1860             | nach 1945 Totalabriss                          |                                 | 52° 7′ 46″ N, 11° 38′ 38″ O  |
| Wittenberger Tor    |      | 1848/51          | 1900 Abriss des äußeren Tores, Reste erhalten. | 5057                            | 52° 8′ 10″ N, 11° 39′ 7″ O   |

### Werder und östliches Elbufer
| Objekt                               | Bild | erbaut    | Abriss, aktueller Zustand               | Nr. in der Denkmalliste | Lage                        |
| ------------------------------------ | ---- | --------- | --------------------------------------- | ----------------------- | --------------------------- |
| Zitadelle                            |      | 1683–1702 | 1926/27 bis auf wenige Reste abgerissen | 5001, 1986              | 52° 7′ 38″ N, 11° 38′ 40″ O |
| Turmschanze                          |      | 1718      | um 1890 Totalabriss                     |                         | 52° 7′ 38″ N, 11° 39′ 12″ O |
| östliches Flügelwerk auf dem Werder  |      | 1846      | Totalabriss                             |                         | 52° 7′ 29″ N, 11° 38′ 58″ O |
| Mittelwerk auf dem Werder            |      | 1846      | Totalabriss                             |                         | 52° 7′ 23″ N, 11° 38′ 40″ O |
| westliches Flügelwerk auf dem Werder |      | 1846      | Totalabriss                             |                         | 52° 7′ 15″ N, 11° 38′ 19″ O |
| Charlottentor                        |      | um 1820   | um 1890 Totalabriss                     |                         | 52° 7′ 36″ N, 11° 39′ 25″ O |
| Eisenbahntor in der Friedrichstadt   |      |           | Totalabriss                             |                         | 52° 7′ 33″ N, 11° 39′ 37″ O |
| Cracauer Tor                         |      | 1730/31   | nach 1900 Totalabriss                   |                         | 52° 7′ 27″ N, 11° 39′ 15″ O |
| Friedrichstädter Eisenbahntor        |      | 1846      | nach 1890 Totalabriss                   |                         | 52° 7′ 33″ N, 11° 39′ 37″ O |

### Fortgürtel
| Objekt              | Bild | erbaut  | Abriss, aktueller Zustand | Nr. in der Denkmalliste | Lage                        |
| ------------------- | ---- | ------- | --- | ----------------------- | --------------------------- |
| Fort I              |      | 1866/73 | um 1920 Totalabriss |                         | 52° 5′ 50″ N, 11° 38′ 46″ O |
| Zwischenwerk Ia     |      | 1890/91 | gut erhalten | 2996                    | 52° 5′ 42″ N, 11° 37′ 53″ O |
| Fort II             |      | 1866/73 | nach 1900 Abriss, bis auf geringe Reste, Geländeumriss als Grünfläche erhalten                                                                | 107 65005               | 52° 5′ 44″ N, 11° 37′ 9″ O  |
| Fort IIa            |      | 1871/73 | umgebaut 1892/93, ab 1917 Pulverlager, 1980er Jahre Objekt der Zivilverteidigung, teilweise erhalten                                          | 912                     | 52° 5′ 38″ N, 11° 36′ 6″ O  |
| Zwischenwerk IIb    |      | 1890/91 | in den 1920er Jahren Totalabriss, Geländeumriss als Grünfläche erhalten                                                                       |                         | 52° 5′ 46″ N, 11° 35′ 18″ O |
| Fort III            |      | 1866/73 | 1890 umgebaut, später Totalabriss, Gelände als Freifläche erhalten                                                                            |                         | 52° 6′ 21″ N, 11° 34′ 43″ O |
| Zwischenwerk IIIa   |      | 1890/91 | um 1930 Totalabriss, Fläche vollständig überbaut                                                                                              |                         | 52° 6′ 58″ N, 11° 35′ 23″ O |
| Fort IV             |      | 1866/73 | 1912 Totalabriss, Fläche vollständig überbaut                                                                                                 |                         | 52° 7′ 23″ N, 11° 35′ 42″ O |
| Zwischenwerk IVa    |      | 1890/91 | ab Mitte der 1920er Jahre öffentliche Nutzung, gut erhalten, jetzt Oekozentrum und -Institut Magdeburg/Sachsen-Anhalt e. V.                   | 1479                    | 52° 8′ 5″ N, 11° 35′ 43″ O  |
| Fort V              |      | 1866/73 | nach 1945 zugeschüttet, teilweise erhalten |                         | 52° 8′ 26″ N, 11° 36′ 30″ O |
| Fort VI             |      | 1866/73 | nach 1920 Waldschule, nach 1945 staatl. Verwaltung, Zivilverteidigung, gut erhalten                                                           | 2172                    | 52° 9′ 14″ N, 11° 36′ 39″ O |
| Zwischenwerk VIa    |      | 1890/91 | ab Mitte der 1920er Jahre Nutzung für soziale Zwecke, gut erhalten                                                                            | 5046                    | 52° 9′ 39″ N, 11° 37′ 27″ O |
| Fort VII            |      | 1866/73 | seit 1920 Sportanlage, Reste vorhanden | 3683, 5398              | 52° 9′ 55″ N, 11° 38′ 13″ O |
| Fort VIII (alt)     |      | 1866/73 | ab 1888 schrittweiser Abriss, Fläche vollständig überbaut                                                                                     |                         | 52° 9′ 27″ N, 11° 40′ 4″ O  |
| Fort VIII (neu)     |      | 1890/91 | 1912 Totalabriss, Fläche vollständig überbaut                                                                                                 |                         | 52° 10′ 0″ N, 11° 39′ 23″ O |
| Zwischenwerk VIII a |      | 1890/91 | nach 1910 Totalabriss, Fläche vollständig überbaut                                                                                            |                         | 52° 9′ 27″ N, 11° 40′ 4″ O  |
| Fort IX             |      | 1866/73 | 1900–1945 militärisches Übungsgelände, danach Trümmerhalde, Fläche vollständig überbaut                                                       |                         | 52° 8′ 32″ N, 11° 39′ 44″ O |
| Fort X              |      | 1866/73 | Umbau 1892, ab 1933 schrittweiser Abbau, Fläche vollständig überbaut                                                                          |                         | 52° 7′ 52″ N, 11° 41′ 10″ O |
| Fort XI             |      | 1866/73 | ab 1912 teilweiser Abbau, Reste erhalten | 4342                    | 52° 6′ 48″ N, 11° 40′ 21″ O |
| Fort XII            |      | 1866/73 | 1980 in den Rothehornpark einbezogen, in den 1980er Jahren staatliche Nutzung, danach Gaststättennutzung, Graben und bauliche Reste vorhanden | 1618                    | 52° 6′ 31″ N, 11° 39′ 11″ O |